# Pa Kluay
Pa Kluay is een plaats van de Akha in de amphoe Mae Fa Luang in Thailand. Het dorp bevond zich eerst 500 meter naar het zuidwesten, maar werd verplaatst voor de Mae Fa Luang-tuinen. Dit werd gedaan omdat Pa Kluay een belangrijke plaats was voor de opium- en wapenhandel. Het dorp had ook geen mogelijkheid om uit te breiden en had slechte hygiëne.
Nu heeft de plaats betere wegen, schoon drinkwater en elektriciteit.